# علیلم بی‌لی
علیلم بی‌لی (به ترکی آذربایجانی: Əliləmbəyli) یک منطقه مسکونی در جمهوری آذربایجان است که در شهرستان صابرآباد واقع شده‌است. علیلم بی‌لی ۶۵۱ نفر جمعیت دارد.